# Мануел Белграно
Мануел Белграно (шп. Manuel Belgrano; 3. јун 1770 — 20. јун 1820), је био аргентински војсковођа, генерал, дипломата и један од вођа борбе за независност. Био је сарадник Сан Мартина. Дипломирао је на Универзитету у Саламанки. Основао је неколико економских часописа. Учесник је одбране Ла Плате од британске инвазије 1806. године. Један је од вођа Патриотског удружења од 1810. године и учесник Мајске револуције исте године. Као командант армије од 1812. извојевао је неколико одлучујућих победа над шпанском војском током 1812. и 1813. године. Имао је важну улогу приликом проглашења независности Уједињених провинција Рио де ла Плате на конгресу у Тукуману 1816. године. Творац је аргентинског система образовања.